# قاسم محب‌علی
محمدقاسم محبعلی (زاده ۱۳۳۳ در تهران) دیپلمات و تحلیل گر سیاسی اهل ایران است که در گذشته سفیر ایران در مالزی و یونان بوده است و در سال ۱۳۶۶–۱۳۷۹ در سمت مدیرکل خاورمیانه و شمال آفریقا در وزارت امور خارجه ایران حضور داشت.

## سمت‌ها
- ۱۳۶۱–۱۳۶۳ سنگال
- ۱۳۶۰–۱۳۶۱ کویته پاکستان
- ۱۳۶۳–۱۳۶۶ رئیس اداره پنجم سیاسی (آسیای غربی و شبه قاره هند)
- ۱۳۶۶–۱۳۷۹ مدیرکل خاورمیانه و شمال آفریقا
- ۱۳۷۰–۱۳۷۵ سفیر ایران در یونان
- ۱۳۷۶–۱۳۷۹ مدیرکل آسیای غربی
- ۱۳۷۹–۱۳۸۳ سفیر ایران در مالزی